# Roman Kontsedalov
Bản mẫu:Eastern Slavic name
Roman Igorevich Kontsedalov (tiếng Nga: Роман Игоревич Концедалов; sinh ngày 11 tháng 5 năm 1986) là một cầu thủ bóng đá người Nga. Anh thi đấu cho F.K. Rotor Volgograd. His position is tiền vệ.

## Sự nghiệp
Vào ngày 16 tháng 1 năm 2015, Kontsedalov chuyển đến F.K. Anzhi Makhachkala theo dạng cho mượn từ F.K. Volga Nizhny Novgorod.

## Đời sống cá nhân
Em trai của anh Aleksei Kontsedalov cũng là một cầu thủ bóng đá.